# Ciğer tava
El Ciğer tava (fetge fregit en turc) o yaprak ciğer (fetge fulla, per la forma) és un plat de la cuina turca fet amb fetge de vaca o d'ovella. Es serveix amb cebes, julivert, i pebre vermell sec fregit.

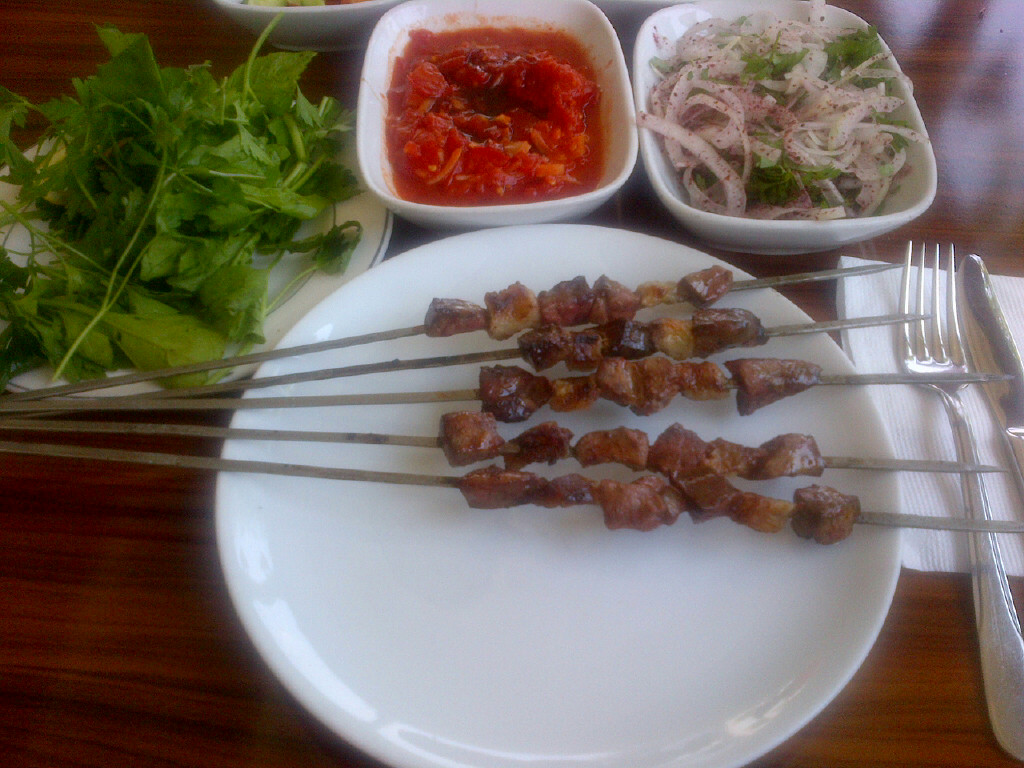
"Ciğer kebap", "ciğer kebabı" o "ciğer şiş" és un alternatiu a "ciğer tava" a la cuina turca.

És famós a Edirne i és conegut com a Edirne ciğeri (fetge d'Edirne).